# All Night (The Vamps & Matoma)
All Night is een single van de Britse popgroep The Vamps met de Noorse dj Matoma uit 2016. Het stond in 2017 als tweedede track op het album Night & day - Night edition.

## Achtergrond
All Night is geschreven door Justin Franks, James McVey, Tristan Evans, Bradley Simpson, Connor Ball, Danny Majic en John Mitchell en geproduceerd door DJ Frank E en Danny Majic. Het is het eerste nummer van de popgroep waarin ze een samenwerking aangaan met een dj. Daardoor is het lied ook anders dan de meeste nummers van de groep, aangezien de band ook voelde dat ze meer naar EDM moesten gaan om er voor te zorgen dat er van beide kanten van de samenwerking evenveel van hun stijl werd toegevoegd aan het nummer. The Vamps had de vocalen van het nummer al klaar voordat ze het naar Matoma opstuurden. Toen Matoma het afgemaakte nummer opstuurde, was de band eerst niet volledig overtuigd van het geluid, maar na een tijdje geloofden ze dat het een hit kon worden. Dit werd het ook, al kwam het nergens in de wereld in de Top 10 van een hitlijst. De hoogste notering was in Nieuw-Zeeland, waar de twaalfde positie werd behaald. In het Nederlands taalgebied was het minder succesvol. Het bleef steken in zowel de Ultratip-lijst van Vlaanderen als van Wallonië als in de Tipparade. In de Single Top 100 kwam het tot een bescheiden 41e positie.